# Strathisla
Strathisla – szkocka whisky typu single malt, destylowana i butelkowana w Strathisla Distillery, w miejscowości Keith w Szkocji. Założona w 1789 pierwotnie nazywała się Milltown Distillery i jest najstarszą, nieprzerwanie pracującą szkocką gorzelnią. Założona została przez George'a Taylora jako alternatywa dla zanikającego wówczas w mieście przetwórstwa lnu. Wydzierżawił on wówczas ziemię pod zakład od hrabiego z Seafield. 
Od 1830 destylarnia była własnością Williama Longmore, następnie William Longmore Ltd. W 1879 gorzelnia ucierpiała od pożaru, szybko jednak została odbudowana. Kupiona w 1940 przez Jaya Pomeroya, finansistę-oszusta, dwa lata później odkupiona została przez Jamesa Barclaya z Chivas Bros. Destylarnię można zwiedzać, jako że posiada ona własny Visitors centre.

## Charakter
Strathisla to whisky dość drapieżna, o aromacie świeżego dębu i owoców, doskonale harmonijnym słodko-wytrawnym smaku z akcentami sherry, o łagodnym, długim posmaku z nutami wanilii i czekoladowej słodyczy. Ze względu na niską torfowość wody wykorzystywanej do produkcji i ograniczone wykorzystanie torfu w produkcji Strathisla, w jej smaku daje się wyczuć tylko nieznaczne akcenty torfu

## Butelkowanie
Najczęściej spotykanym produktem gorzelni jest wersja dwunastoletnia. W ofercie jest również 21 yo oraz różne wersje rocznikowe zależne od dystrybutorów.